# Гаргальо, Пабло
Па́бло Гарга́льо (исп.  Pablo Emilio Gargallo Catalán; 5 января 1881, Маэлья — 28 декабря 1934, Реус) — каталонский скульптор, близкий к кубизму, считается одной из главных фигур современной скульптуры в первой половине XX века.
В 1888 году вместе с семьей переехал в Барселону. Учился у Эусеби Арнау. В кафе «Четыре кота» познакомился с Пикассо, Хулио Гонсалесом и др. художниками. С 1903 часто жил в Париже, вошел в круг обитателей Бато-Лавуар, художников и писателей Монпарнаса (Пикассо, Хуан Грис, Макс Жакоб и др.). Умер от воспаления легких.
На протяжении всей жизни Гаргальо одновременно придерживался двух разных стилей: классического, связанного с модернизмом и новесентизмом, и авангардного стиля, в котором скульптор экспериментировал с новыми формами и материалами.
Под влиянием своего друга Хулио Гонсалеса, Гаргальо разработал манеру, основанную на создании трехмерных объектов из плоских металлических пластин, с использованием бумаги и картона, создающих иллюзию дополнительного объема за счет игры тени и света.
Его первая металлическая маска «Маленькая маска с фитилем» (1907) отмечает начало нового периода в металлической скульптуре XX века. «Это первая отдельная попытка экспериментировать с материалом, пластичность которого позволяет создавать тонкие участки света и тени и инициирует диалог между поверхностью и глубиной».
Пластический язык  Гаргальо использует выразительные возможности пустоты. Минимальными штрихами в невесомости создается «скульптурный рисунок», несколько важных элементов которого формируют законченный образ. Среди изготовленных в этой манере скульптурных масок — три маски Греты Гарбо.
Он также делал более традиционные скульптуры из бронзы, мрамора и других материалов. 

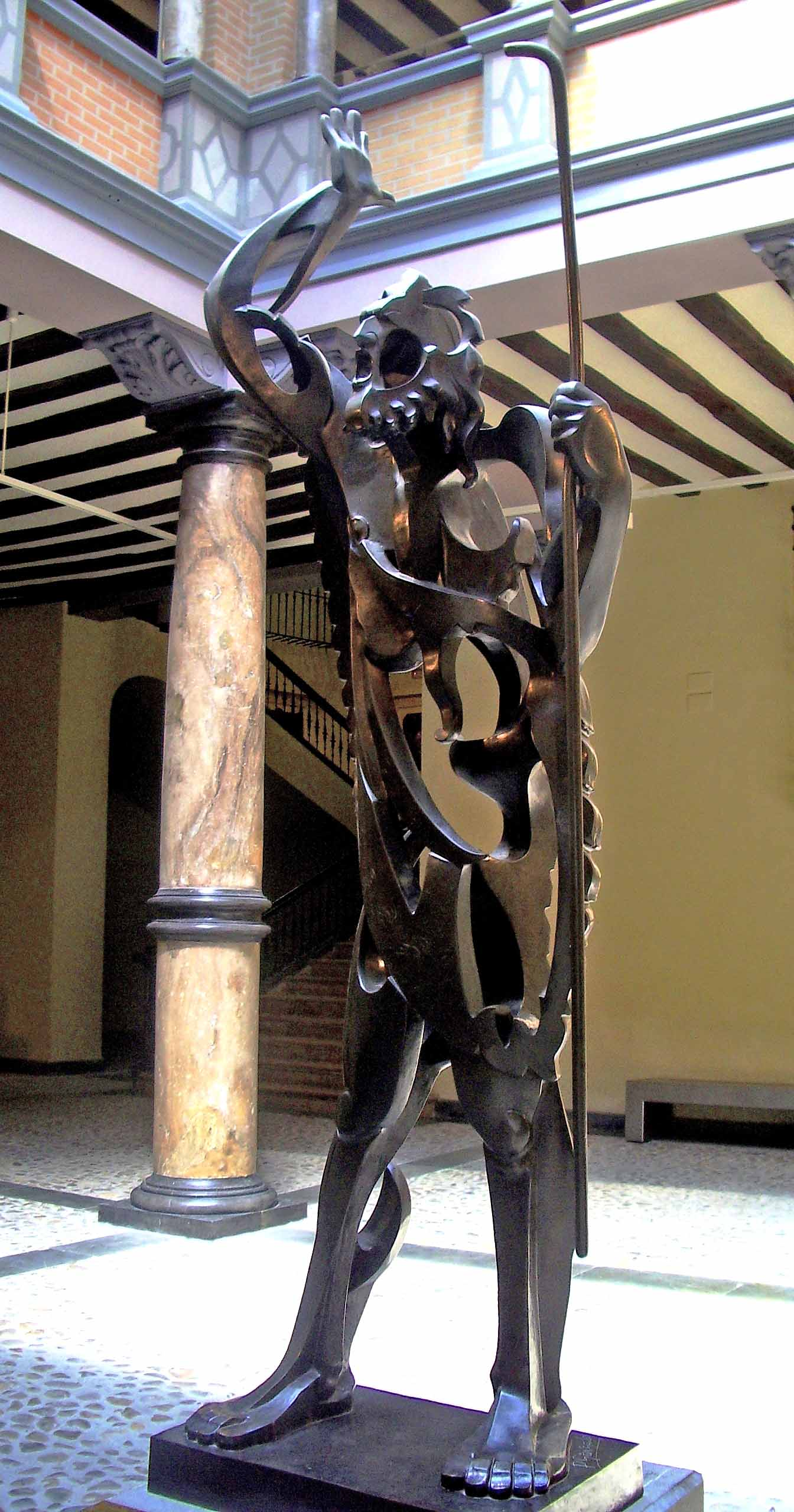
Пророк (1933), Пабло Гаргальо

Наиболее известная работа Гаргальо — «Пророк» (El profeta, 1933), являющаяся кульминацией кубических произведений скульптора, полностью раскрывшая трехмерную экспрессию стиля.
Его эксперименты с формой и пространством привели к открытию «полой формы», одной из главной отличительной черты стиля Гаргальо. Замена выпуклых объемов вогнутыми ставит перед глазом задачу представить отсутствующие формы.
Его музей открыт в 1985 в Сарагосе. С 1987 вручается художественная премия Пабло Гаргальо. Творениями скульптора украшены многие знаменитые здания Барселоны, а Дворец Каталонской Музыки и Госпиталь Санта Крус включены в список всемирного наследия ЮНЕСКО.

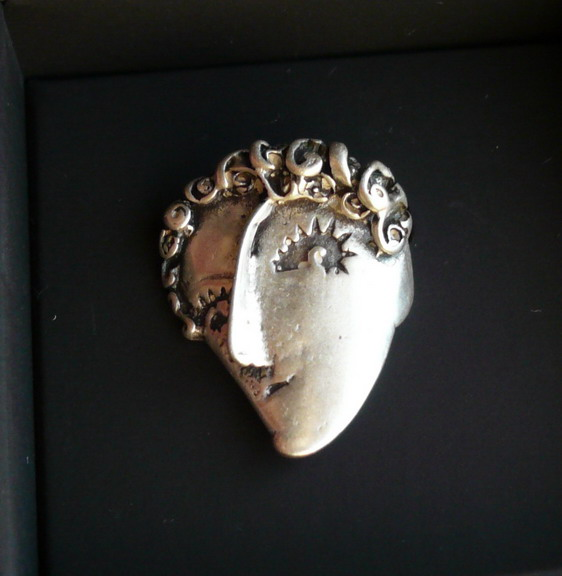
Пабло Гаргальо. Маска мужчины, 1916
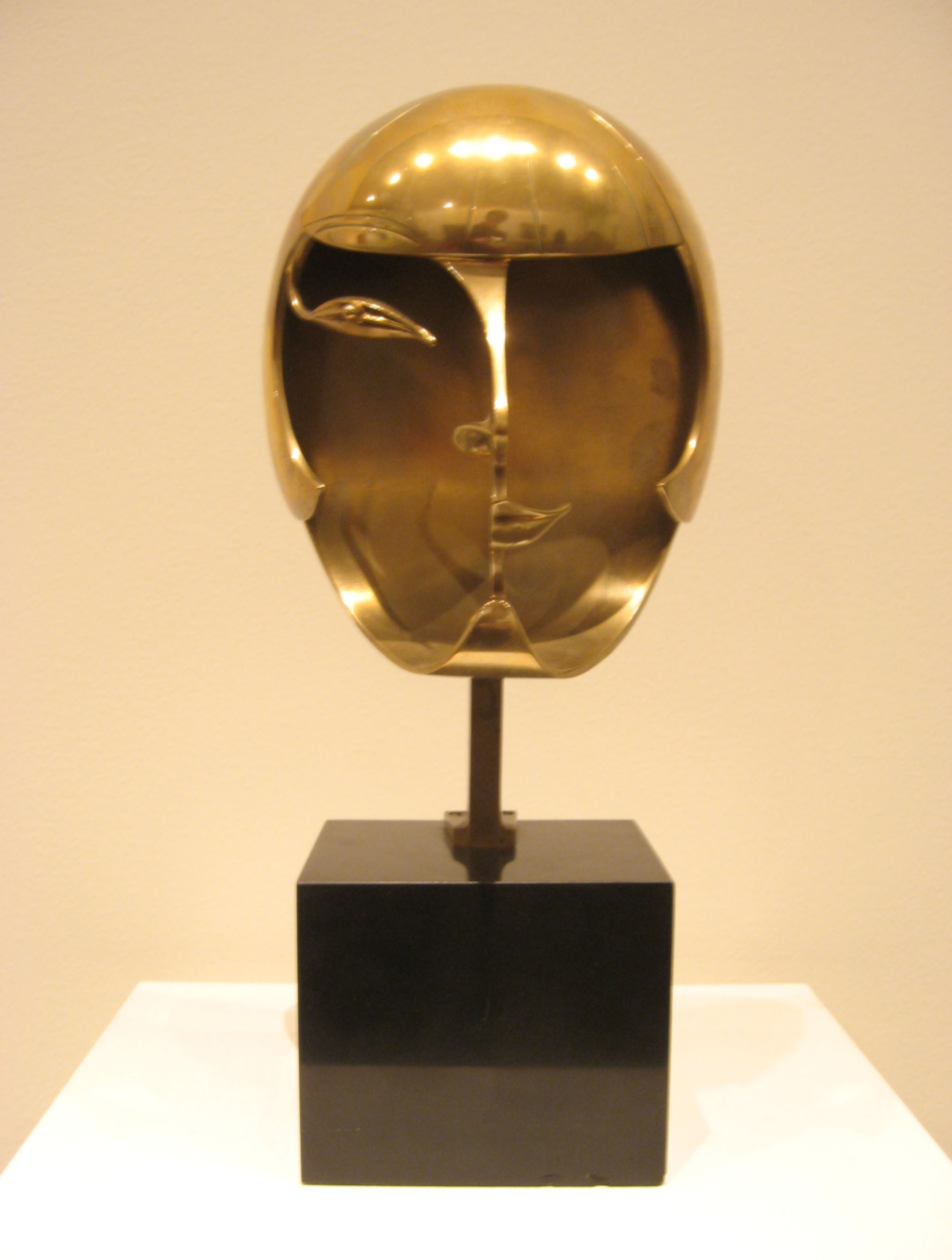
Пабло Гаргальо. Кики с Монпарнаса, 1928